# Arethusa (Schiff, 1914)
Die Arethusa, auch HMS Arethusa, war ein Leichter Kreuzer und Typschiff der gleichnamigen Klasse der britischen Marine, der zwischen 1914 und 1916 in Dienst stand. Sie nahm am Seegefecht bei Helgoland Ende August 1914 teil, wo sie erheblich beschädigt wurde. Am 25. Dezember 1914 nahm die Arethusa an der Sicherung des Angriffs britischer Seeflugzeuge auf Cuxhaven (Weihnachtsangriff) und im Januar 1915 am Gefecht auf der Doggerbank teil.
HMS Arethusa erlitt am 11. Februar 1916 vor Felixstowe einen Minentreffer und lief beim Abschleppversuch bei Cutler Shoal auf, wo sie nicht abgebracht werden konnte und im August aufgegeben wurde.

## Einsatzgeschichte
Die Arethusa lief am 25. Oktober 1913 bei der Marinewerft in Chatham als zweites Schiff der Klasse vom Stapel und wurde als erstes im August 1914 in Dienst gestellt. Sie löste den Kreuzer Amethyst als Flaggschiff der Harwich Force und den am 6. August 1914 gesunkenen scout Amphion als Flottillenführer der dortigen 3. Zerstörer-Flottille ab. Der Befehlshaber der Harwich Force, Commodore Reginald Tyrwhitt, hatte seit einiger Zeit Ersatz für sein bisheriges Flaggschiff Amethyst gefordert, da es der Geschwindigkeit der Zerstörer nicht folgen konnte. Die am 26. August in Harwich eingetroffene Arethusa wurde sofort im Unternehmen gegen die deutschen Vorpostenlinien eingesetzt, was zum Seegefecht bei Helgoland am 28. August 1914 führte.

### Seegefecht bei Helgoland
Am 27. August lief Tyrwhitt auf der Arethusa mit 16 modernen Zerstörern der L-Klasse der 3. Flottille aus, denen Captain Wilfred Blunt auf der Fearless mit 16 älteren Zerstörern folgte. Gegen 8:00 Uhr entdeckte die Arethusa mit ihren Zerstörern das deutsche Torpedoboot G 194 auf der erwarteten Position deutscher Schiffe. Bei einer Sichtweite von unter drei Seemeilen lagen die Fearless und die Zerstörer der 1. Flottille etwa zwei Seemeilen zurück und die sechs Kreuzer des 1. Leichten Kreuzergeschwaders unter Goodenough etwa 13 weitere Kilometer. G 194 lief nach Helgoland zurück und informierte Konteradmiral Leberecht Maaß über Funk, der den Befehlshaber der Aufklärungsstreitkräfte und Schlachtkreuzer, Franz Hipper informierte. Hipper kannte nicht den Umfang des britischen Angriffs und befahl den Kleinen Kreuzern Stettin und Frauenlob die Verteidigung der Vorpostenlinie. Sechs weitere Kreuzer sollten so schnell wie möglich die Verteidiger unterstützen: Mainz aus der Ems; Straßburg, Cöln, Ariadne, Stralsund und Kolberg aus der Jade sowie Danzig und München aus Brunsbüttelkoog an der Elbemündung.

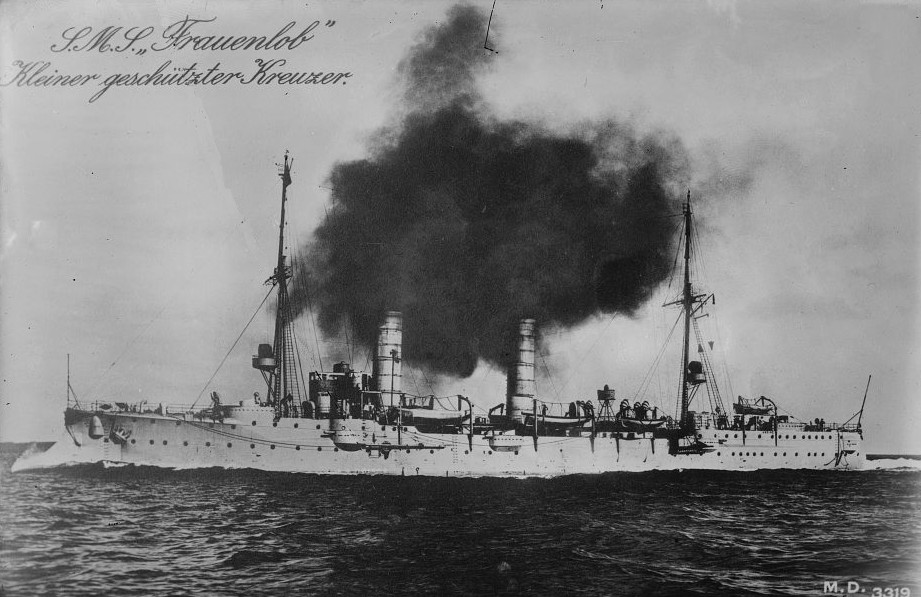
Die Frauenlob

Tyrwhitt befahl vier Zerstörern unter Laurel die Verfolgung der G 194. Der Gefechtslärm führte weitere deutsche Torpedoboote auf das Gefechtsfeld, die zum Teil sofort von britischem Feuer getroffen wurden. Alle versuchten, Helgoland zu erreichen und unter den Schutz der dortigen Batterien zu laufen, die aber nicht eingriffen, da sie die Boote nicht unterscheiden konnten. Um 8:58 Uhr trafen die Stettin und die Frauenlob ein und die britischen Zerstörer zogen sich auf ihre Kreuzer Arethusa und Fearless zurück. Die Frauenlob nahm das Gefecht mit der Arethusa auf, während sich die Stettin zurückzog, da die deutschen Torpedoboote sich zurückgezogen hatten.
Theoretisch war die Arethusa überlegen, aber ihre Besatzung war unerfahren und ihre neuen 102-m-Mk.V-Geschütze neigten zu Störungen. Zwei fielen durch Ladehemmungen aus, ein drittes wurde getroffen. Die mit zehn 105-mm-Geschützen bewaffnete Frauenlob erzielte etliche Treffer auf der Arethusa, ehe diese einen Treffer mit ihren 152-mm-Kanonen auf dem deutschen Kreuzer erzielte, der dessen Brücke zerstörte. 37 Männer und der Kommandant wurden verletzt, fünf Mann starben. Die insgesamt zehnmal getroffene Frauenlob zog sich mit dem Torpedoboot V 3, das das schwerbeschädigte Boot T 33 im Schlepp hatte, nach Helgoland und dann nach Wilhelmshaven zurück.
Ab 9:12 Uhr lief Tyrwhitt nach Westen und traf dabei auf sechs weitere deutsche Torpedoboote. SMS V 187 wurde versenkt, bevor die wieder zurückgekehrte Stettin eingreifen konnte. Tyrwhitt sah die Stettin nur kurz, die dann auf die Fearless und ihre Zerstörer traf. Die schwerbeschädigte Arethusa traf um 11:17 Uhr mit der Fearless zusammen und beide Kreuzer lagen 20 Minuten gestoppt, um notwendige Reparaturen durchzuführen.
Die als erste der alarmierten Kreuzer aus der Jade eintreffende Straßburg entdeckte die Arethusa und griff sie mit Artillerie und Torpedos an. Die begleitenden Zerstörer vertrieben die Straßburg mit Torpedoangriffen, wie auch die danach eintreffende Cöln mit Konteradmiral Maaß an Bord. Tyrwhitt bat Beatty um Verstärkung, der zu Goodenough und dessen verbliebenen vier Kreuzern aufschloss. Um 12:30 Uhr wurde Tyrwhitts Verband vom eintreffenden Kleinen Kreuzer Mainz angegriffen. Erst nach 20 Minuten Gefecht trafen Goodenoughs Kreuzer ein, die die Mainz in die Flucht schlugen. Um 13:20 Uhr wurde die Mainz von ihrem Kommandanten aufgegeben, die vorher drei britische Zerstörer schwer beschädigt hatte. Der britische Zerstörer Lurcher ging längsseits der Mainz und rettete einen großen Teil der Besatzung, bevor diese auf 53° 58′ N, 6° 42′ O sank. Die Strassburg und die Cöln versuchten noch einen gemeinsamen Angriff, der durch das Eintreffen von Beatty und den Schlachtkreuzern beendet wurde.
Die schwerbeschädigte Arethusa wurde schließlich vom Panzerkreuzer Hogue eingeschleppt. Sie hatte 11 Tote und 17 Verletzte zu beklagen.
Als am 3. November 1914 erstmals die deutschen Schlachtkreuzer die britische Küste bei Gorleston und Yarmouth beschossen, suchte die wieder einsatzbereite Arethusa die ablaufenden deutschen Kreuzer ohne Erfolg.

### Der Angriff auf Cuxhaven
Am 25. Dezember 1914 gehörte sie dann zu den Sicherungskräften des britischen Angriffs am Ersten Weihnachtstag auf Cuxhaven. Dies war der erste kombinierte See- und Luftangriff der Royal Navy, der die Luftschiffhallen der deutschen Zeppeline finden und, wenn möglich, bombardieren sollte. Die Harwich Force unter Commodore Tyrwhitt schützte die drei Seeflugzeugtender Engadine, Riviera und Empress, ehemalige Kanalfähren, die je drei Seeflugzeuge in die Nähe von Helgoland transportierten, wo dann der Wasserstart der Maschinen erfolgen sollte.
Nur sieben der mitgeführten Short-Maschinen gelang der Start, zwei wurden gleich wieder an Bord genommen. Alle Besatzungen überlebten den über 3 Stunden dauernden Flug. Drei Maschinen kehrten zu den Tendern zurück, darunter die Maschine, auf der Robert Erskine Childers als Beobachter mitflog. Drei Maschinen landeten nahe Norderney an einer vereinbarten Ausweichposition, wo die Besatzungen vom U-Boot E 11 aufgenommen wurden, das die Flugzeuge versenkte. Flt. Lt. Francis E.T. Hewlett musste auf dem Rückflug vor Helgoland notlanden und galt anfangs als vermisst. Ein holländischer Fischdampfer rettete ihn und brachte ihn am 2. Januar in IJmuiden an Land, von wo er nach Großbritannien zurückkehrte.
Nebel, eine sehr niedrige Wolkendecke und massives Luftabwehrfeuer verhinderten einen Erfolg des Angriffs. Der Luftschiffhafen Nordholz wurden nicht gefunden und bei den angegriffenen Zielen wurden keine erheblichen Schäden verursacht.

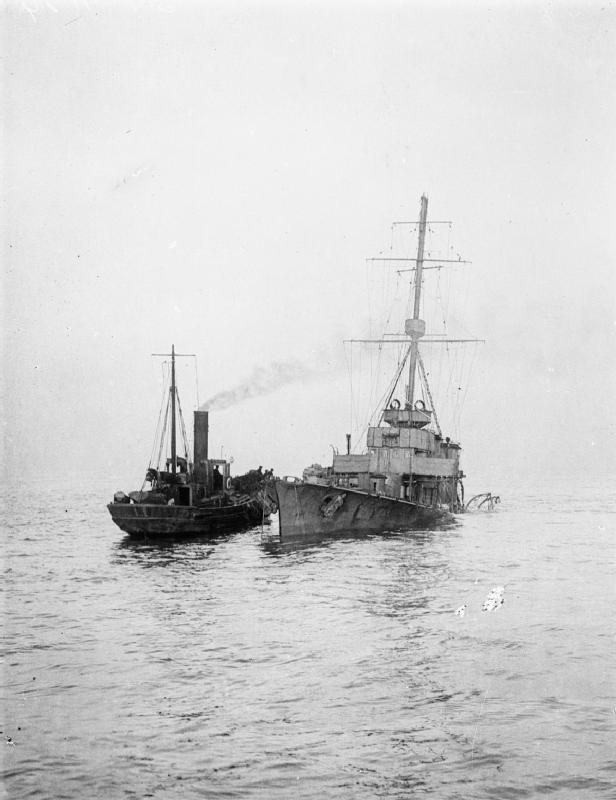
Die nach Minentreffer aufgelaufene Arethusa

### Gefecht auf der Doggerbank
Am 24. Januar 1915 war die Arethusa in der Harwich Force mit ihren Schwesterschiffen Aurora und Undaunted und 35 Zerstörern am Gefecht auf der Doggerbank beteiligt. Zum Ende des Gefechts torpedierte die Arethusa die Blücher mit zwei Torpedos und rettete 260 Überlebende des deutschen Panzerkreuzers.
Im Juni 1915 wurde sie Flaggschiff der neuen 5. Light Cruiser Squadron und blieb gleichzeitig Tyrwhitts Flaggschiff der Harwich Force. In dieser Funktion gehörte sie zu den Sicherungskräften des Seeflugzeugangriffs auf Borkum im Juli. Sie nahm wie etliche ihrer Schwesterschiffe an der Suche nach dem deutschen Minenschiff Meteor teil, das von seiner Besatzung selbstversenkt wurde, als es am 9. August durch fünf britische Schiffe gestellt wurde. Im September 1915 brachte die Arethusa vier deutsche Trawler auf.

### Das Ende derArethusa
Am 11. Februar 1916 erlitt die Arethusa vor Felixstowe einen Minentreffer. Die Mine war vermutlich am Vortag vom deutschen Minen-U-Boot UC 7 gelegt worden. Die Explosion tötete sechs Seeleute und brachte die Maschine zum Stillstand. Viel Wasser drang durch die entstandenen Lecks in die Arethusa. Der Versuch, sie abzuschleppen, scheiterte und sie lief bei Cutler Shoal auf. Im August – nachdem das Wrack mittlerweile in zwei Teile zerbrochen war – wurden die Bergungsversuche aufgegeben und nur noch nutzbare Gegenstände abgeborgen.